# Кларинес
Кларинес (исп. Clarines) — город на северо-востоке Венесуэлы, на территории штата Ансоатеги. Является административным центром муниципалитета Мануэль-Эсекиэль-Брусуаль.

## История
Поселение, из которого позднее вырос город, было основано 7 апреля 1594 года Франсиско де Видесом (Francisco de Vides). В 1630 году в Кларинесе была создана францисканская миссия.

## Географическое положение
Кларинес расположен в северо-западной части штата, на правом берегу реки Унаре, на расстоянии приблизительно 53 километров к западу-юго-западу (WSW) от Барселоны, административного центра штата. Абсолютная высота — 13 метров над уровнем моря.

## Климат
Климат города характеризуется как жаркий семиаридный (BSh в классификации климатов Кёппена). Среднегодовое количество атмосферных осадков — 754 мм. Наименьшее количество осадков выпадает в февпале (3 мм), наибольшее количество — в августе (137 мм). Средняя годовая температура составляет 26,8 °C.

## Население
По данным Национального института статистики Венесуэлы, численность населения города в 2013 году составляла 17 106 человек.

## Транспорт
Через город проходит национальная автомагистраль № 9 (исп. Troncal 9).